# F.P.I. Project
Gli F. P. I. Project o FPI Project sono stati un gruppo musicale italiano di genere italo house, attivo dal 1989 al 2006. Il loro brano più famoso è "Rich in Paradise", interpretando il quale si sono esibiti ad esempio durante il programma tv britannico Top of the Pops.

## Storia
I produttori Marco Fratty, Corrado Presti e Roberto Intrallazzi formarono alla fine degli anni 80 l'F. P. I. Project. Il nome era così composto: F. per Fratty, P. per Presti e I. per Intrallazzi. Il quartetto fu completato con Luciano Bericchia.
Nel 1990 il singolo Rich in Paradise, un riarrangiamento di un brano di Lamont Dozier del 1977 col titolo Going Back To My Roots (ripreso, fra gli altri, da Richie Havens, gli Odyssey, ecc.), entrò nella "top 10" in Germania, Austria, Svizzera e Regno Unito.
Il singolo del 1991 Everybody (All Over the World), il remix datato 1999 dello stesso brano ed il singolo del 1993 Come On (And Do It) entrarono nella Top-20-Hit della Billboard-Dance-Charts  e apparirono nella UK Single Chart.

## Discografia

### Album
- 1991: Rich in Paradise

### Singoli e EP
- 1989: Rich in Paradise
- 1989: Going Back to My Roots / Rich in Paradise
- 1990: Going Back to My Roots
- 1990: Risky
- 1991: Everybody (All Over the World)
- 1991: Let's Go
- 1991: Let's Go Remixed / Vae Victis Remix 91
- 1991: Vae Victis (Remix 91)
- 1992: Feel It
- 1992: The Paradiso E. P.
- 1992: Megamix
- 1993: Come On (And Do It)
- 1993: Disco This Way
- 1994: Going Back to My Roots '94
- 1995: Yes, We Could!
- 1995: Compilation (EP)
- 1995: Tell Me Why
- 1997: Be Thankful (For What You've Got) (feat. Mousey)
- 1998: Velfare ~ Destination 2000 ~ (& Anabelle)
- 1999: Everybody (All Over the World) - The Remixes
- 1999: Rich in Paradise (feat. Tahomy)
- 2005: Rich in Paradise (Going Back to My Roots) Remix 2005
- 2006: Everybody (All Over the World) (Philtre Phreekz vs. FPI Project feat. Bianca Lindgren)